# Silkkilänjärvi
Silkkilänjärvi är en sjö i kommunen Sagu i landskapet Egentliga Finland i Finland. Arean är 38 hektar och strandlinjen är 4,97 kilometer lång. Sjön  ingår i Skärgårdshavets kustområde, Åland.   Den ligger omkring 29 kilometer öster om Åbo och omkring 120 kilometer väster om Helsingfors. 